# Magnolia annamensis
Magnolia annamensis är en magnoliaväxtart som beskrevs av James Edgar Dandy. Magnolia annamensis ingår i släktet Magnolia och familjen magnoliaväxter. Inga underarter finns listade i Catalogue of Life.